# Баринка, Петер
Петер Баринка (словац. Peter Barinka; 6 апреля 1977, Тренчин, Чехословакия) — бывший словацкий хоккеист, правый крайний нападающий.

## Карьера
Выступал за «Дукла» (Тренчин), ХК «Матадор» (Пухов), ХК «Спишска Нова Вес», ХК «Злин», ХК «Поважска Быстрица», «Оцеларжи» (Тршинец), БК «Млада Болеслав», ХКм «Зволен», МсХК «Жилина», «Локомотива» (Нове Замки), СК «Колин», СХК «Пиештяни», ХК «Нитра», «Корона» (Брашов), «Слезан» (Опава), «Уния» (Освенцим), МХК «Дубница», ХК «Трнава».
В Словацкой экстралиге провёл 510 матчей, набрал 272 очка (114 шайб + 158 передач), в Чешской экстралиге — 264 матча, 115 очков (64+51).
В составе национальной сборной Словакии провел 14 матчей (3 гола). В составе молодежной сборной Словакии — участник чемпионата мира 1997. В составе юниорской сборной Словакии — чемпион чемпионата Европы 1995 (группа B).

## Достижения
- Чемпион Словакии 1997
- Чемпион Чехии 2004
- Серебряный призёр чемпионата Словакии 2001 и 2007
- Серебряный призёр чемпионата Чехии 2005
- Серебряный призёр чемпионата Румынии 2012 и 2013
- Чемпион Европы среди юниоров 1995 (группа B)
- Лучший снайпер плей-офф Чешской экстралиги 2005 (7 голов)